# Anthony Doerr
Anthony Doerr (* 1973) je americký spisovatel a držitel Pulitzerovy ceny za román Jsou světla, která nevidíme, česky vydaný v roce 2015.

## Život
Spisovatel se narodil v Novelty ve státě Ohio. Následně vystudoval nedalekou University School a roku 1995 odpromoval v oboru historie na Bowdoin College v Brunswicku, Maine. V současnosti žije s manželkou a dvěma syny ve městě Boise, Idaho.

## Dílo
Jeho prvotinou byla sbírka novel s názvem The Shell Collector (2002), která byla v České republice vydaná roku 2016 pod názvem Sběratel mušlí. Mnoho příběhů z knihy se odehrává v Africe a na Novém Zélandu, kde Doerr dříve pracoval a žil. Jeho další sbírku povídek představuje Memory Wall z roku 2010, česky vydaná roku 2016 pod názvem Zeď vzpomínek. Dále také napsal v roce 2004 román About Grace a v roce 2007 memoáry Four Seasons in Rome.
Děj jeho druhého románu Jsou světla, která nevidíme (angl. All the Light We Cannot See, 2014) je zasazen do Francie okupované za 2. světové války. Kniha sklidila velmi dobré kritiky i velký ohlas mezi čtenáři. Dostala se do finále prestižního udílení cen National Book Award for Fiction v USA, vyšvihla se do žebříčku bestsellerů The New York Times a vyhrála Pulitzerovu cenu za rok 2015.
V současné době[kdy?] Doerr mimo jiné píše sloupek pro deník The Boston Globe a přispívá do The Morning News, on-line magazínu ve Spojených státech.